# صنایع سنگین دوسان
صنایع سنگین دوسان شرکت صنایع سنگین کره‌ای است، که در زمینه احداث و راه‌اندازی نیروگاه‌های هسته‌ای، مجتمع‌های پتروشیمی، نیروگاه‌های حرارتی، ساخت واحدهای نمک‌زدایی، ساخت قطعات ریخته‌گری و آهنگری، همچنین تولید مخازن تحت‌فشار رآکتور، رآکتورهای آب‌سنگین، ژنراتورها و انواع توربین‌ها فعالیت می‌کند.
شرکت صنایع سنگین دوسان در سال ۱۹۶۲ تأسیس شد و هم‌اکنون به‌عنوان شرکت تابعه‌ای از گروه دوسان به‌شمار می‌آید. دفتر مرکزی این شرکت در شهر چانگ‌وون، کره جنوبی قرار دارد و بخشی از سهام آن در بازار بورس کره معامله می‌شود.